# Jayme Paliarin
Jayme Paliarin (Espírito Santo do Pinhal, 12 de março de 1932 - Campo Grande-MS,11 de Novembro de 2020) foi um político brasileiro, que também é advogado, ministro evangélico, alfaiate, lavrador e pecuarista. É filho de José Paliarin e de Maria R. Paliarin e casou-se e teve quatro filhos com Nanci Augusta da Rocha Paliarin. Formou-se em 1967 pela Faculdade de Direito de Bauru. É co-fundador da segunda maior denominação protestante do Brasil, a Igreja do Evangelho Quadrangular.

## Carreira Política
Foi eleito em outubro de 1964 vereador de Bauru (SP) pelo PTB (Partido Trabalhista Brasileiro). Seu mandato foi de 1965 a 1969. O Ato Institucional Número Dois, de 27/10/1965, instalou o bipartidarismo no Brasil, de modo que Jayme escolheu se filiar ao Movimento Democrático Brasileiro (MDB), partido de oposição ao regime militar de 1964. Manteve-se filiado ao partido até 1972. No mês de outubro do ano de 1968, foi reeleito vereador pelo mesmo, tendo finalizado o mandato em 1973.
Exerceu o mandato de deputado federal constituinte de 1987 a 1991 pelo PTB (Partido Trabalhista Brasileiro).[3]
Como houve renúncia de Solon Borges dos Reis em 31 de dezembro de 1992, que fora eleito vice-prefeito de São Paulo no pleito de outubro,Jayme teve chance de tornar-se suplente, no entanto, abandonou a oportunidade de assumir o mandato para tornar-se secretário executivo da Igreja do Evangelho Quadrangular, posição à qual permaneceu de 1996 até 2000.

## Posições[1]
Jayme foi membro titular da Subcomissão dos Direitos Políticos, dos Direitos Coletivos e Garantias, da Comissão da Soberania e dos Direitos e Garantias do Homem e da Mulher. O político também tornou-se suplente da Subcomissão da Política Agrícola e Fundiária e da Reforma Agrária. Foi ainda integrante da bancada evangélica e do Centrão, conhecido por posições conservadoras.
Durante sessão da Assembléia Nacional Constituinte (ANC), no mês de fevereiro do ano de 1988, como ato de protesto contra a publicação, em jornais da CUT ( Central Única dos Trabalhadores), de seu nome em uma lista de constituintes que estariam contra os trabalhadores, o político colocou sobre a tribuna da Câmara um penico de plástico endereçado ao presidente da CUT, Jair Meneghelli.
Nas votações mais importantes da Constituinte, Jayme Paliarin se posicionou a favor:
- Do mandado de segurança coletivo;
- Da estabilidade sindical;
- Da jornada semanal de 40 horas;
- Do turno ininterrupto de seis horas;
- Do aviso prévioproporcional;
- Da pluralidade sindical;
- Do voto aos 16 anos;
- Da limitação dos juros em 12% ao ano;

Se posicionou contra:
- Pena de morte
- Aborto
- Presidencialismo
- A limitação dos encargos para a dívida externa
- A criação de um fundo de apoio à reforma agrária
- A legalização do jogo do bicho
- A desapropriação da propriedade produtiva
- O mandato de cinco anos para o presidente José Sarney

Após a promulgação da Constituição de 5 de outubro de 1988 retomou seus trabalhos legislativos na Câmara dos Deputados.

## Religião
Em 1978, Paliarin foi até o Panamá para ministrar um curso de evangelismo e liderança cristã. Também realizou cursos de liderança em San Bernardino, na Califórnia ( EUA), e de evangelismo e liderança em Amsterdã, na Holanda. Tornou-se reverendo da Igreja do Evangelho Quadrangular.
Jayme Paliarin foi um dos pastores mais populares da cidade de Bauru. Iniciou suas pregações subindo em um caixote de madeira para pregar em uma tenda, que costumava ser montada em um terreno onde é o atual Estádio Alfredo de Castilho. O ministro evangélico comprou o terreno da Igreja do Evangelho Quadrangular, que marcou protestantes na década de 70. Jayme também teve um programa de rádio em Bauru.